# Victor Antoine Signoret
Victor Antoine Signoret (Parigi, 6 aprile 1816 – Parigi, 3 aprile 1889) è stato un medico ed entomologo francese.
Dedicò le sue ricerche agli Homoptera ed Heteroptera, ed è considerato uno dei maggiori esperti di Coccidoidea. 
È stato membro della Société entomologique de France nonché membro onorario della Royal Entomological Society of London.